# Rob Van der Voo
Rob Van der Voo (* 4. August 1940 in Zeist) ist ein niederländischer Geologe und Geophysiker. Er ist ein international führender Experte für Paläomagnetismus und für die Rekonstruktion von Plattenbewegungen im Paläozoikum bekannt.
Rob Van der Voo studierte an der Universität Utrecht mit dem Diplom in Geologie 1965 und in Geophysik 1969 und wurde dort 1969 promoviert, mit einer Dissertation über paläomagnetische Daten im Mittelmeerraum (seine erste Veröffentlichung 1966 betraf die spanischen Pyrenäen). 1970 ging er in die USA an die University of Michigan, wo er Professor wurde und 1981 bis 1988 und 1991 bis 1995 der Fakultät vorstand.
In den USA befasste er sich anfangs mit der Rekonstruktion der scheinbaren Polwanderung in Nordamerika im Paläozoikum (APWP, scheinbar da überwiegend durch die Wanderung der Kontinente und Platten verursacht). Ende der 1970er Jahre wandte er sich dem Armorikanischen Massiv der Bretagne zu und beteiligte sich an der Terran-Analyse der Gebirgsketten im Westen Nordamerikas, dem Gebiet, in dem die Terran-Analyse damals entstand, darunter Wrangellia (und dem Alexander-Terran als dessen Bestandteil, für den er den APWP bestimmte). In den 1980er Jahren klärte er das Phänomen der sekundären Magnetisierung von paläozoischen Gesteinen (wie Karbonaten) Nordamerikas, ein Problem der Remagnetisierung der Gesteine, dass die paläogeographische Rekonstruktion erschwerte, und fand eine Unterscheidungsmöglichkeit von remagnetisierten Mineralien mit dem Elektronenmikroskop. Ende der 1980er Jahre befasste er sich mit dem Avalon-Terran in Neufundland mit neuen Erkenntnissen der Terran-Anlagerung im Nordosten Nordamerikas an Laurentia und die Evolution des Iapetus-Ozeans im Ordovizium und er befasste sich mit der Rekonstruktion der Plattentektonik in China. Danach befasste er sich unter anderem mit dem Superkontinent Rodinia, dessen Aufbruch und die Bildung des nachfolgenden Superkontinents Gondwana. Mit Christopher Scotese, Alfred M. Ziegler und Richard Bambach war er an einem Projekt der detaillierten Rekonstruktion der Plattentektonik im Paläozoikum beteiligt (Paleomap).
Er befasste sich auch mit Rückschlüssen auf die Manteldynamik und erforschte das Vorhandensein von Nicht-Dipol-Komponenten in paläomagnetischen Daten.
Er arbeitete in regionalen und globalen Synthesen der Plattentektonik in der Vergangenheit vielfach mit Trond Torsvik zusammen.
Er ist Mitglied der Königlich Niederländischen Akademie der Wissenschaften (1978) und der Norwegischen Akademie der Wissenschaften (1995), Fellow der American Geophysical Union. Er erhielt 1976 den Henry Russell Award der University of Michigan und 1990 deren Distinguished Faculty Achievement Award, 2001 die Benjamin Franklin Medal in Geowissenschaften und 1992 den G. P. Woollard Award der Geological Society of America. 2004 war er Präsident der Geological Society of America.
Er war Herausgeber von Tectonophysics, Geological Society of America Bulletin, Tectonics und Earth and Planetary Science Letters.

## Schriften
- Paleomagnetism of the Atlantic, Tethys and Iapetus Ocean, Cambridge University Press 2005
- Paleomagnetic evidence for the rotation of the Iberian Peninsula, Tectonophysics, Band 7, 1969, S. 5–56
- Paleomagnetism, continental drift and plate tectonics, Reviews of Geophysics, Band 13, 1975, S. 195–236
- Paleomagnetism related to continental drift and plate tectonics, Rev. Geophys. Space Science, Band 17, 1979, S. 227–235
- mit James Channell: Paleomagnetism in orogenic belts, Reviews of Geophysics, Band 18, 1980, S. 455–481
- Pre-mesozoic paleomagnetism and plate tectonics, Ann. Rev. Earth Planetary Sci., Band 11, 1982, S. 191–220
- mit Donna M. Jurdy: A method for the separation of true polar wandering and continental drift, including results for the last 55 m.y., J. of Geophysical Research, Band 79, 1974, S. 2945–2952
- mit R. K. Bambach, C. R. Scotese, A. M. Ziegler: Paleozoic base maps, J. Geology, Band 87, 1979, 217-277.
- mit Torsvik, Smethurst, Meert, McKendrick: Continental break-up and collision in the Neoproterozoic and Palaeozoic—a tale of Baltica and Laurentia, Earth Science Reviews, Band 40, 1996, S. 229–258
- Paleozoic paleogeography of North America, Gondwana, and intervening displaced terranes: Comparisons of paleomagnetism with paleoclimatology and biogeographical patterns, GSA Bulletin, Band 100, 1988, S. 311–324
- mit R. Dietmar Müller, Trond Torsvik, B. Steinberg, C. Gaina: Global plate motion frames: toward a unified model, Reviews of Geophysics, Band 46, 2008
- The reliability of paleomagnetic data, Tectonophysics, Band 184, 1990, S. 1–9